# 孔雀座NZ
孔雀座NZ，又名CP-65 3827，HD 186786、SAO 254669、HR 7524，是孔雀座的一颗恒星，视星等为6.05，位于銀經330.58，銀緯-30.65，其B1900.0坐标为赤經19h 41m 27.1s，赤緯-65° -30.65′ 59″。